# Liste von Schützenmuseen

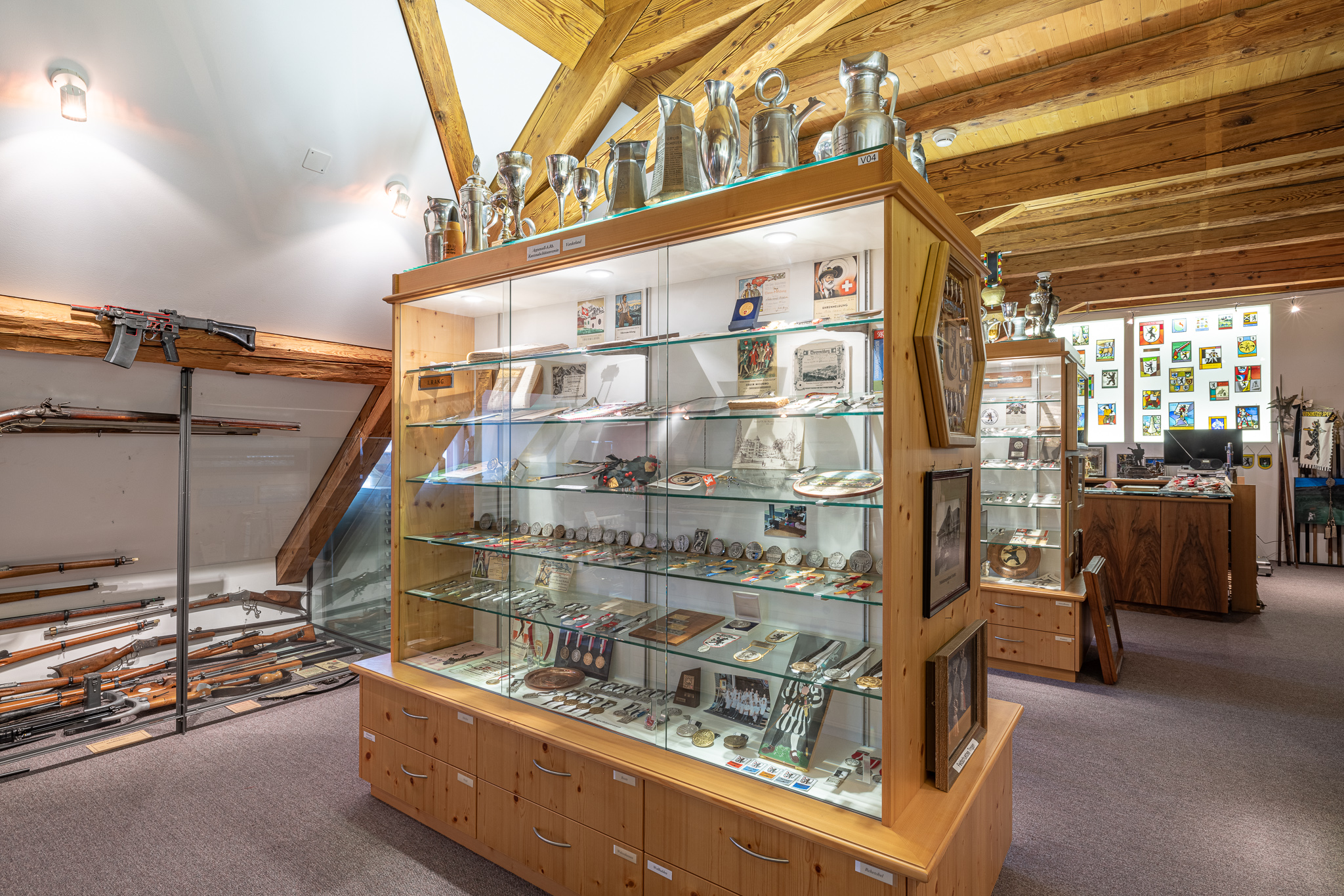
Ausstellung des Schützenmuseums Trogen

Nachfolgend sind Schützenmuseen, das heißt öffentlich zugängliche Sammlungen von Kulturgütern des Schützenwesens, aufgelistet.
| Name                                                                           | Ort                    | Eröffnung |
| ------------------------------------------------------------------------------ | ---------------------- | --------- |
| Celler Schützenmuseum                                                          | Celle                  | 1976      |
| Deutsches Schützenmuseum                                                       | Beiersdorf bei Coburg  | 2004      |
| Gelders Schuttersmuseum                                                        | Didam                  | 1996      |
| Rheinisches Schützenmuseum Neuss                                               | Neuss                  | 2004      |
| Schützenmuseum Ahrweiler                                                       | Ahrweiler              | 2002      |
| Schützenmuseum Aldenhoven                                                      | Aldenhoven             | k. A.     |
| Schützenmuseum der Königlich privilegierten Feuerschützengesellschaft Weilheim | Weilheim in Oberbayern | 1995      |
| Schützenmuseum im Bieketurm                                                    | Attendorn              | 1993      |
| Schützenmuseum im Eulenturm                                                    | Büren                  | 2015      |
| Schützenmuseum im Kanzlerturm                                                  | Eggenburg              | k. A.     |
| Schützenmuseum im Westerturm                                                   | Duderstadt             | 2011      |
| Schützenmuseum Lippstadt                                                       | Lippstadt              | 2013      |
| Schützenmuseum Trogen                                                          | Trogen AR              | 2001      |
| Schützenscheibenmuseum Scheibbs                                                | Scheibbs               | 1991      |
| Schützenscheibensammlung                                                       | Mainbernheim           | 1979      |
| Schwäbisches Schützenmuseum                                                    | Illerbeuren            | 2023      |
| Schweizer Schützenmuseum                                                       | Bern                   | 1939      |